# Leopold Šťastný
Leopold Šťastný (Rohožník, 23 maggio 1911 – Toronto, 14 maggio 1996) è stato un calciatore cecoslovacco, dal 1939 al 1945 e dal 1993, anno dell'indipendenza, cittadino slovacco, di ruolo difensore.

## Carriera

### Nazionale
Ha collezionato due presenze con la Nazionale Cecoslovacca e una con la Nazionale Slovacca.

## Palmarès

### Calciatore
- Campionato slovacco: 2

Slovan Bratislava: 1939-1940, 1940-1941

### Allenatore
- Campionato slovacco: 4

Slovan Bratislava: 1949, 1950, 1951, 1955